# Gudrun Genest

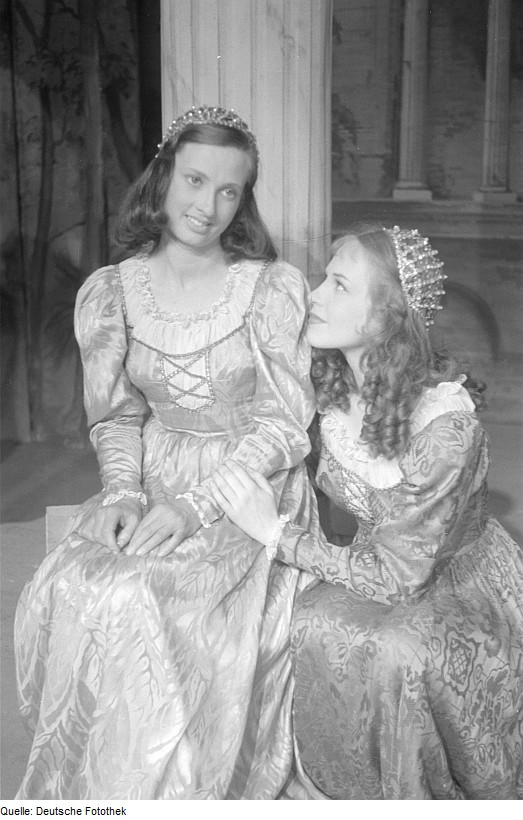
Gudrun Genest (links) mit Hildegard Knef in Wie es euch gefällt von William Shakespeare, Schlosspark Theater Berlin (1946)

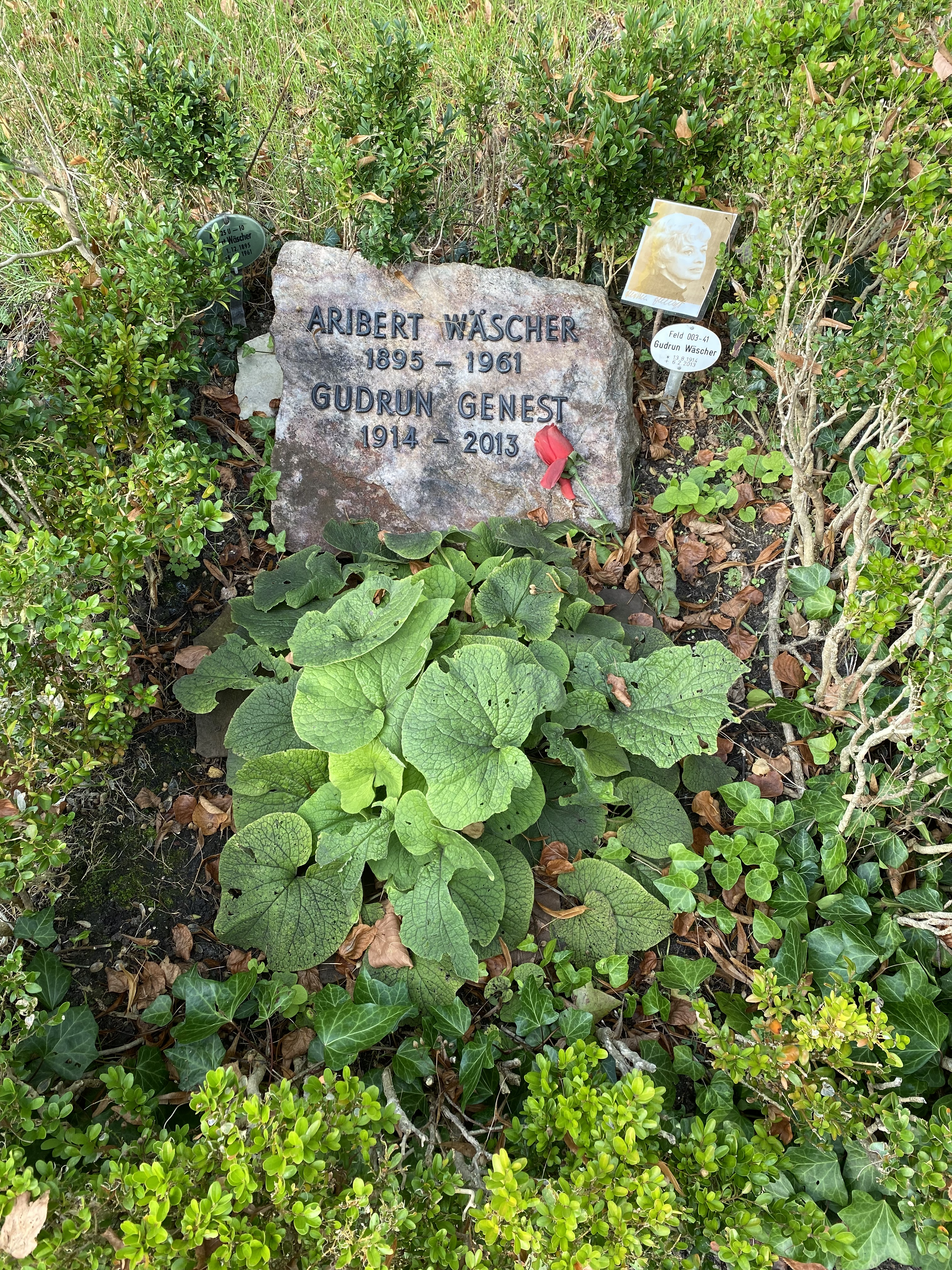
Grabstätte Wäscher

Gudrun Genest (* 13. August 1914 in Braunschweig; † 6. Februar 2013 in Berlin) war eine deutsche Schauspielerin und Synchronsprecherin.

## Leben
Gudrun Genest nahm in Berlin Schauspielunterricht. Sie debütierte 1931 an der Volksbühne Berlin. Es folgten Theaterengagements am Staatstheater Berlin (Spielzeit 1931/1932), an den Städtischen Bühnen Köln (1933–1942) und an der Berliner Soldatenbühne (1943–1944). Nach dem Zweiten Weltkrieg hatte sie in Berlin Engagements am Schlosspark Theater Berlin (seit 1945) und am Schillertheater (seit 1951). Zu ihren Bühnenrollen Anfang der 1950er Jahre in Berlin gehörten am Schlosspark Theater Berlin unter anderem: Eliante in Der Menschenfeind, Fräulein Bürstner in Der Prozeß, die Frau Leonards in Bluthochzeit (alle 1950), Amelia in Bernarda Albas Haus (1952) und Bettina Clausen in Vor Sonnenuntergang (1954). Am Schillertheater Berlin spielte sie unter anderem Blanche Ducrez in dem Schauspiel Der Gesang im Feuerofen von Carl Zuckmayer (1951), Mathilde in der Posse Die beiden Nachtwandler von Johann Nepomuk Nestroy (1951), Ilse in Der Teufel und der liebe Gott (1952), Doña Musica in dem Schauspiel Der seidene Schuh von Paul Claudel (1952), Doña Belisa in Don Juan oder Die Liebe zur Geometrie (1953), Lieschen in Faust (1954) und Ann Putnam in Hexenjagd (1954).
Darüber hinaus war Gudrun Genest ein häufiger Gast in Film- und Fernsehproduktionen. Dabei spielte sie in Literaturverfilmungen (Die Ehe des Herrn Mississippi nach Dürrenmatt), ambitionierten Kinofilmen (Semmelweis – Retter der Mütter) oder Familienserien wie als Fräulein (Ilse) Glaubrecht in Die Wicherts von nebenan. Seit 1947 war Gudrun Genest umfangreich in der Synchronisation tätig. Dabei lieh sie ihre Stimme prominenten Kolleginnen wie Jane Wyman (Das verlorene Wochenende), Maureen O’Hara (Sindbad der Seefahrer, Die Seeteufel von Cartagena) oder gleich zwei verschiedenen Schauspielerinnen in der Rolle von Agatha Christies Miss Marple: Helen Hayes (Das Mörderfoto, Mord mit doppeltem Boden) und Angela Lansbury (Mord im Spiegel; aber auch in Der Hofnarr und Die Zeit der Wölfe). Für den RIAS Berlin war sie auch als Sprecherin in Hörspielen tätig. Gudrun Genest war auch die Erzählstimme in der Fernseh-Zeichentrickserie Puschel, das Eichhorn.
1970 wurde sie zur Berliner Staatsschauspielerin ernannt.
Gudrun Genest war mit dem Schauspieler Aribert Wäscher verheiratet. Auch ihre Tochter Corinna Genest, die aus einer früheren Verbindung mit Rudolf Diels stammte, und ihr Schwiegersohn Karl Schönböck sind in diesem Beruf tätig gewesen. Der Schauspieler Hubert von Meyerinck war ihr Onkel 2. Grades, der Landesökonomierat Georg Ludwig von Hoppenstedt ihr Urgroßvater. Genest starb 2013 im Alter von 98 Jahren in Berlin und wurde auf dem dortigen Friedhof Dahlem im Urnengrab (Feld 003-41) ihres Ehemannes Aribert Wäscher beigesetzt.

## Film und Fernsehen (Auswahl)
- 1950: Semmelweis – Retter der Mütter
- 1960: Das Haus voller Gäste (TV)
- 1961: Die Ehe des Herrn Mississippi
- 1962: Jedermannstraße 11
- 1962: Kohlhiesels Töchter
- 1965: Fluchtversuch (TV)
- 1967: Die blaue Hand
- 1969: Ein Tag ist schöner als der andere
- 1970: Schlagzeilen über einen Mord (TV)
- 1970: Gesellschaft für Miss Wright
- 1978: Der Alte (Fernsehserie, Folge Die Sträflingsfrau)
- 1979: Derrick (Fernsehserie, Folge Das dritte Opfer)
- 1980: Meister Timpe
- 1980: Mein Gott, Willi!
- 1984: Ich heirate eine Familie (Fernsehserie, Folge Familienzuwachs)
- 1985: Die Nervensäge (Fernsehserie, Folge Willis Mutter)
- 1986: Abschiedsvorstellung (TV)
- 1986: Tatort: Tödliche Blende
- 1986–1991: Die Wicherts von nebenan
- 1987: Beule oder wie man einen Tresor knackt
- 1987: Der elegante Hund
- 1988: Tatort: Schuldlos schuldig
- 1989: Ein Heim für Tiere (Fernsehserie, eine Folge)
- 1990: Wie gut, daß es Maria gibt
- 1990: Kaffeeklatsch (Kurzfilm)
- 1991: Haus am See
- 1993: Immer wieder Sonntag
- 1995: Der Mond scheint auch für Untermieter
- 1996: Rosamunde Pilcher: Das Haus an der Küste

## Hörspiele (Auswahl)
- 1946: Max Frisch: Nun singen sie wieder – Regie: Theodor Mühlen (Berliner Rundfunk)
- 1946: Paul Osborn: Galgenfrist (Maria Giles) – Regie: Hanns Korngiebel (RIAS Berlin)
- 1947: Mark Twain: Die Millionen-Pfundnote – Regie: Hanns Korngiebel (RIAS Berlin)
- 1949: Aristophanes: Lysistrata (Kalonike) – Regie: Carlheinz Riepenhausen (Berliner Rundfunk)
- 1949: Berta Waterstradt: Meine Töchter – (Berliner Rundfunk)
- 1949: Kurt Tucholsky: Schloß Gripsholm (Lydia) – Regie: Friedrich Joloff (RIAS Berlin)
- 1949: Bodo Uhse: Der Lastträger – Regie: Carlheinz Riepenhausen (Deutschlandsender)
- 1960: Adalbert Stifter: Bergkristall (Mutter) – Regie: Hermann Schindler (RIAS Berlin)
- 1964–1978: Diverse Autoren: Damals war's – Geschichten aus dem alten Berlin (in sechs Geschichten mit 67 Folgen hatte sie eine durchgehende Rolle) – Regie: Ivo Veit u. a. (40 Geschichten in 426 Folgen) (RIAS Berlin)

## Synchronrollen (Auswahl)
Quelle: Deutsche Synchronkartei
| Schauspielerin       | Film / Serie                                     | Rolle                 |
| -------------------- | ------------------------------------------------ | --------------------- |
| Angela Lansbury      | Der Hofnarr                                      | Prinzessin Gwendoline |
| Angela Lansbury      | Die größte Geschichte aller Zeiten               | Claudia Procula       |
| Angela Lansbury      | Mord im Spiegel                                  | Miss Jane Marple      |
| Esther Dale          | Die schreckliche Wahrheit (Synchro im Jahr 1981) | Mrs. Leeson           |
| Geraldine Fitzgerald | Der letzte Held Amerikas                         | Mrs. Jackson          |
| Joan Bennett         | Schweigegeld für Liebesbriefe                    | Lucia Harper          |
| Karen Norris         | Bettgeflüster                                    | Miss Dickenson        |
| Monica Parker        | Willkommen in Wellville                          | Mrs. Tindermarsh      |